# Sigvard Hammar
Sigvard August Hammar, född 11 februari 1936 i Stockholm, död 27 juni 2002 i Hedvig Eleonora församling i Stockholm, var en svensk journalist i press, radio och TV samt programledare. En av hans specialiteter var det klassiska musiklivet.
Sigvard Hammar var känd för sin skarpa tunga, sitt temperament och sin respektlösa intervjuteknik. Han var ivrig och föll folk i talet. Han började på Dagens Nyheter 1968 och arbetade senare som frilansjournalist inom samhälls- och nyhetsjournalistik. Mest känd är hans 15 år som programvärd för Sveriges Radios Musikradio.
Tillsammans med hustrun Monika Granberg startade han Lapplands festspel i Arjeplog 1986. Det var Sveriges största årliga kammarmusikfestival under 15 år.
I den så kallade Bordellhärvan dömdes han för medhjälp till koppleri till sex månaders fängelse villkorligt. Hammar är begravd på Järfälla kyrkogård.

## Priser och utmärkelser
- 1982 – Stora journalistpriset
- 1999 – Medaljen för tonkonstens främjande